# Horodyschtsche (Luzk)
Horodyschtsche (ukrainisch Городище; russisch Городище/Gorodischtsche, polnisch Horodyszcze) ist ein Dorf in der Westukraine in der Oblast Wolyn, Rajon Luzk etwa 25 Kilometer südwestlich der Rajons- und Oblasthauptstadt Luzk am Flüsschen Polonka gelegen.

## Geschichte
Der Ort wird 1452 zum ersten Mal schriftlich erwähnt und gehörte bis 1793 in der Woiwodschaft Wolhynien zur Adelsrepublik Polen-Litauen. Mit den Teilungen Polens fiel der Ort an das Russische Reich und lag bis zum Ende des Ersten Weltkriegs im Gouvernement Wolhynien.
Nach dem Ersten Weltkrieg kam der Ort zu Polen (in die Woiwodschaft Wolhynien, Powiat Łuck, Gmina Czaruków), im Zweiten Weltkrieg wurde er zwischen 1939 und 1941 von der Sowjetunion besetzt. Nach dem Überfall auf die Sowjetunion im Juni 1941 wurde er dann bis 1944 von Deutschland besetzt, dies gliederte den Ort in das Reichskommissariat Ukraine in den Generalbezirk Brest-Litowsk/Wolhynien-Podolien, Kreisgebiet Luzk.
Nach dem Krieg wurde der Ort der Sowjetunion zugeschlagen. Dort kam das Dorf zur Ukrainischen SSR und seit 1991 ist es ein Teil der heutigen Ukraine.

## Verwaltungsgliederung
Am 27. April 2017 wurde das Dorf zum Zentrum der neugegründeten Landgemeinde Horodyschtsche (ukrainisch Городищенська сільська громада/Horodyschtschenska silska hromada). Zu dieser zählten auch noch die 9 Dörfer Bereschanka, Dubowa Kortschma, Hryhorowytschi, Martyniwka, Marussja, Mychlyn, Neswitsch, Sahaji und Uhryniw, bis dahin bildete das Dorf zusammen mit den Dörfern Hryhorowytschi und Martyniwka die gleichnamige Landratsgemeinde Horodyschtsche (Городищенська сільська рада/Horodyschtschenska silska rada) im Südwesten des Rajons Luzk.
Am 12. Juni 2020 wurde die Landgemeinde um die Siedlung städtischen Typs Senkewytschiwka und 10 weitere in der untenstehenden Tabelle aufgelisteten Dörfer erweitert.
Folgende Orte sind neben dem Hauptort Horodyschtsche Teil der Gemeinde:
| Name                     | Name           | Name                                | Name                       | Name |
| ukrainisch transkribiert | ukrainisch     | russisch                            | polnisch                   |      |
| ------------------------ | -------------- | ----------------------------------- | -------------------------- | ---- |
| Bereschanka              | Бережанка      | Бережанка (Bereschanka)             | Biskupicze                 |      |
| Dubowa Kortschma         | Дубова Корчма  | Дубовая Корчма (Dubowaja Kortschma) | Dębowa Karczma             |      |
| Hryhorowytschi           | Григоровичі    | Григоровичи (Grigorowitschi)        | Grygorowicze, Hrygorowicze |      |
| Hubyn Perschyj           | Губин Перший   | Губин Первый (Gubin Perwy)          | Hubin                      |      |
| Kolodesche               | Колодеже       | Колодеже (Kolodesche)               | Kołodeż                    |      |
| Martyniwka               | Мартинівка     | Мартыновка (Martynowka)             | Jeziorany Polskie          |      |
| Marussja                 | Маруся         | Маруся                              | Marysia                    |      |
| Mychlyn                  | Михлин         | Михлин (Michlin)                    | Mychlin                    |      |
| Natalyn                  | Наталин        | Наталин (Natalin)                   | Natolin                    |      |
| Neswitsch                | Несвіч         | Несвич (Neswitsch)                  | Nieświcz                   |      |
| Nywy-Hubynski            | Ниви-Губинські | Нивы-Губинские (Niwy-Gubinskije)    | Hubińska Niwa              |      |
| Sahaji                   | Загаї          | Загаи (Sagai)                       | Zagajnik                   |      |
| Schabtsche               | Жабче          | Жабче                               | Żabcze                     |      |
| Schklyn                  | Шклинь         | Шклинь (Schklin)                    | Szklin                     |      |
| Schklyn Druhyj           | Шклинь Другий  | Шклинь Второй (Schklin Wtoroi)      | Kolonia Szklin             |      |
| Senkewytschiwka          | Сенкевичівка   | Сенкевичевка (Senkewitschewka)      | Sienkiewiczówka            |      |
| Serhijiwka               | Сергіївка      | Сергеевка (Sergejewka)              | Sierhiejówka               |      |
| Tscharukiw               | Чаруків        | Чаруков (Tscharukow)                | Czaruków                   |      |
| Uhryniw                  | Угринів        | Угринов (Ugrinow)                   | Uhrynów                    |      |
| Wyhurytschi              | Вигуричі       | Вигуричи (Wiguritschi)              | Wigurzyce                  |      |